# Semiothisa goramata
Semiothisa goramata är en fjärilsart som beskrevs av Johannes Karl Max Röber 1891. Semiothisa goramata ingår i släktet Semiothisa och familjen mätare. Inga underarter finns listade i Catalogue of Life.